# Дамен (коммуна)
Дамен (нем. Dahmen) — община в Германии, в земле Мекленбург-Передняя Померания.
Входит в состав района Гюстров. Подчиняется управлению Мекленбургише Швайц. Население составляет 562 человек (2009); в 2003 г. - 662. Занимает площадь 36,36 км².